# Contea di Jefferson (Pennsylvania)
La contea di Jefferson (in inglese Jefferson County) è una contea dello Stato della Pennsylvania, negli Stati Uniti. La popolazione al censimento del 2000 era di 45 932 abitanti. Il capoluogo di contea è Brookville.
Una delle località maggiormente conosciute della contea è la cittadina di Punxsutawney, sede principale dei festeggiamenti del Giorno della Marmotta narrati nel film di Harold Ramis del 1993 Ricomincio da capo, con Bill Murray e Andie MacDowell.

## Geografia
La contea si trova nel centro-ovest dello Stato. La contea è delimitata a nord dal fiume Clarion. È costituita da una regione collinare, drenata da numerosi corsi d’acqua, tra cui i torrenti North Fork, Little Mill, Sandy Lick, Little Sandy e Redbank. Le aree naturali protette comprendono il Clear Creek State Park e parte del Cook Forest State Park.

### Contee confinanti
- Contea di Elk - nord-est
- Contea di Clearfield - est
- Contea di Indiana - sud
- Contea di Armstrong - sud-ovest
- Contea di Clarion - ovest
- Contea di Forest - nord-ovest

## Storia
La contea fu creata nel 1804 da parte della contea di Lycoming e prende il nome da Thomas Jefferson.

## Centri abitati[4]

### Borough
- Big Run
- Brockway
- Brookville (capoluogo)
- Corsica
- Falls Creek
- Punxsutawney
- Reynoldsville
- Summerville
- Sykesville
- Timblin
- Worthville

### Township
- Barnett
- Beaver
- Bell
- Clover
- Eldred
- Gaskill
- Heath
- Henderson
- Knox
- McCalmont
- Oliver
- Perry
- Pine Creek
- Polk
- Porter
- Ringgold
- Rose
- Snyder
- Union
- Warsaw
- Washington
- Winslow
- Young